# Nacional'naja Federacija Muzykal'noj Industrii
La Nacional'naja Federacija Muzykal'noj Industrii (NFMI; in russo Национальная Федерация Музыкальной Индустрии?) è un'organizzazione non governativa non a scopo di lucro in rappresentanza dell'industria musicale della Russia e i musicisti, interpreti, autori e compositori che ne fanno parte.

## Storia
Nel maggio 2025 è stato rivelato il fatturato dello streaming musicale nella Federazione Russa dell'anno precedente, pari a 37600000000000 ₽, in crescita del 47,6% rispetto all'anno precedente; la media degli utenti attivi mensilmente è risultata pari a 84 milioni, di cui 32,2 in abbonamento. Il mercato è stato dominato prevalentamente da servizi musicali di aziende russe (96,9%), tra cui Yandex Music, Zvuk e MTS Muzyka.